# Крис Корнел
Кристофер Џон Корнел (енгл. Christopher John Cornell; Сијетл, 20. јул 1964 — Детроит, 18. мај 2017), рођен као Кристофер Џон Бојл (енгл. Christopher John Boyle), био је амерички рок музичар најпознатији као певач и гитариста група Soundgarden и Audioslave. Он је уједно један од оснивача тих група. Након распада Soundgardenа 1997. године, градио је и соло каријеру. Корнел је био и члан групе Temple of the Dog. Године 2010. Soundgarden поново заживљава и Корнел се враћа у бенд.
Корнела је магазин Хит Парадер прогласио за 4. најбољи вокал хеви метала.
Извршио је самоубиство вешањем 18. маја 2017. године.